# Hữu Nghĩa
Hữu Nghĩa tên thật Trần Hữu Nghĩa (sinh ngày 1 tháng 1 năm 1962) là một nam diễn viên hài, diễn viên kịch và diễn viên điện ảnh người Việt Nam.

## Tiểu sử
Hữu Nghĩa sinh ra tại huyện Cai Lậy, tỉnh Tiền Giang trong một gia đình không có ai theo ngành nghệ thuật.
Năm 1980, Hữu Nghĩa thi vào trường Cao đẳng Sân khấu Điện ảnh Thành phố Hồ Chí Minh, sau khi ra trường bắt đầu đi diễn kịch. Hữu Nghĩa cùng với Hữu Châu, Hồng Vân, Hồng Đào lập thành nhóm 4H thường xuyên xuất hiện trong các chương trình "Trong nhà ngoài phố" do HTV sản xuất. Năm 1996, anh tiếp tục theo học lớp đạo diễn điện ảnh của trường Cao đẳng Sân khấu Điện ảnh Thành phố. Anh từng có thời gian qua Hoa Kỳ làm việc với Trung tâm Vân Sơn. Hiện nay, Hữu Nghĩa là một trong những trụ cột của Sân khấu kịch Sài Gòn.

## Sự nghiệp

### Hài đã đóng (Tiêu biểu)
- 36 kiểu ghen
- Ba Giai - Tú Xuất
- Người đẹp và tên trùm
- Chỉ tại bộ râu
- Chuyện công viên
- Chuyện Trạng
- Trạng chết, chúa băng hà
- Tình làng nghĩa xóm
- Huynh đệ thời @
- Sống giả chết giả
- Con tàu tai tiếng
- Đêm giao thừa đáng nhớ
- Tỷ phú
- Cha yêu
- Hôi của
- Quán lạ
- Nọc rắn
- Đêm màu hồng
- Tìm cha cho con
- Bến đục bến trong
- Quê hương tôi gặp lại
- Bà mẹ thời đại
- Người đẹp trong tranh
- Dì tôi

- Và nhiều vở hài khác

### Kịch đã đóng (Tiêu biểu)
- Phận làm trai
- Hạnh phúc không tự đến
- Mơ ước mơ màng
- Đường cao tốc
- Quỷ
- Lửa thử vàng
- Gái còn son
- Và nhiều vở kịch khác

### Phim đã tham gia
- Cổ tích Việt Nam: Chàng đốn củi và con tinh
- Cổ tích Việt Nam: Thạch Sanh - Lý Thông
- Đôi ngã đường tình (1990)
- Hoa nở lối em về (1991) vai Tài
- Sinh viên và tình yêu lầm lỡ (1991) vai chàng trai
- Tình nàng áo trắng (1993)
- Vòng vây tội lỗi (1993) vai Hiển
- Yêu không phải trò đùa (1993) vai Tùng
- Nước mắt học trò
- Bên dòng sông Trẹm (1992) vai Hai Sạc Lô
- Giọt lệ chưa khô (1993) vai Lô
- Gọi tình yêu quay về (1994) vai Đức
- Đồng tiền nhân nghĩa (1995) vai Hùng
- Tỷ phú không tiền (1995) vai Gia
- Hai nửa yêu thương (1998) vai Elvis Xuân
- Bến đục bến trong (1999) vai Lịa
- Sân ga tình yêu (2002)
- Yêu không phải trò đùa
- Sau những giấc mơ hồng
- Bông hồng đẫm lệ
- Khi đàn ông có bầu
- Áo gió bụi hồng (2005) vai Vinh
- Hát ca bềnh bồng
- Yêu thuê
- Cuộc phiêu lưu của Hai Lúa 2
- Máu chảy về tim
- Nó là con tôi
- Về phía cầu vồng vai ông Phi